# Ланьлин
Ланьли́н (кит. упр. 兰陵, пиньинь Lánlíng) — уезд городского округа Линьи провинции Шаньдун (КНР).

## История
Уезд с названием «Ланьлин» существовал с древнейших времён, но после монгольского нашествия был ликвидирован.
Во времена Китайской республики эти земли входили в состав уездов Линьи, Таньчэн и Фэйсянь. Когда в 1937 году началась война с Японией, эти земли быстро оказались под японской оккупацией. Действующие в японском тылу партизаны-коммунисты стали создавать свои органы управления, чьи зоны ответственности не совпадали с существовавшими до войны границами административных единиц, и в 1939 году в этих местах, на стыке четырёх уездов, был образован партизанский район, в рамках которого в 1943 году был создан уезд Ланьлин, а в 1944 — уезд Чжаобо (赵镈县). В октябре 1945 года уезд Ланьлин был присоединён к уезду Чжаобо. В 1947 году восточная часть уезда Чжаобо была выделена в отдельный уезд, который в честь произошедшего в этих местах в 1933 году Цаншаньского восстания получил название Цаншань (苍山县). В 1948 году был вновь создан уезд Ланьлин.
В мае 1950 года в составе провинции Шаньдун был образован Специальный район Линьи (临沂专区), и уезды Цаншань, Ланьлин и Чжаобо вошли в его состав. В ноябре 1950 года уезд Чжаобо был присоединён к уезду Цаншань. В 1953 году уезд Ланьлин был расформирован, а его земли разделены между уездами Цаншань и Исянь.
В 1967 году Специальный район Линьи был переименован в Округ Линьи (临沂地区).
Указом Госсовета КНР от 17 декабря 1994 года были расформированы Округ Линьи и городской уезд Линьи, а вместо них был образован городской округ Линьи.
21 января 2014 года уезд Цаншань был переименован в Ланьлин.

## Административное деление
Уезд делится на 1 уличный комитет, 15 посёлков и 1 волость.